# 허촨구

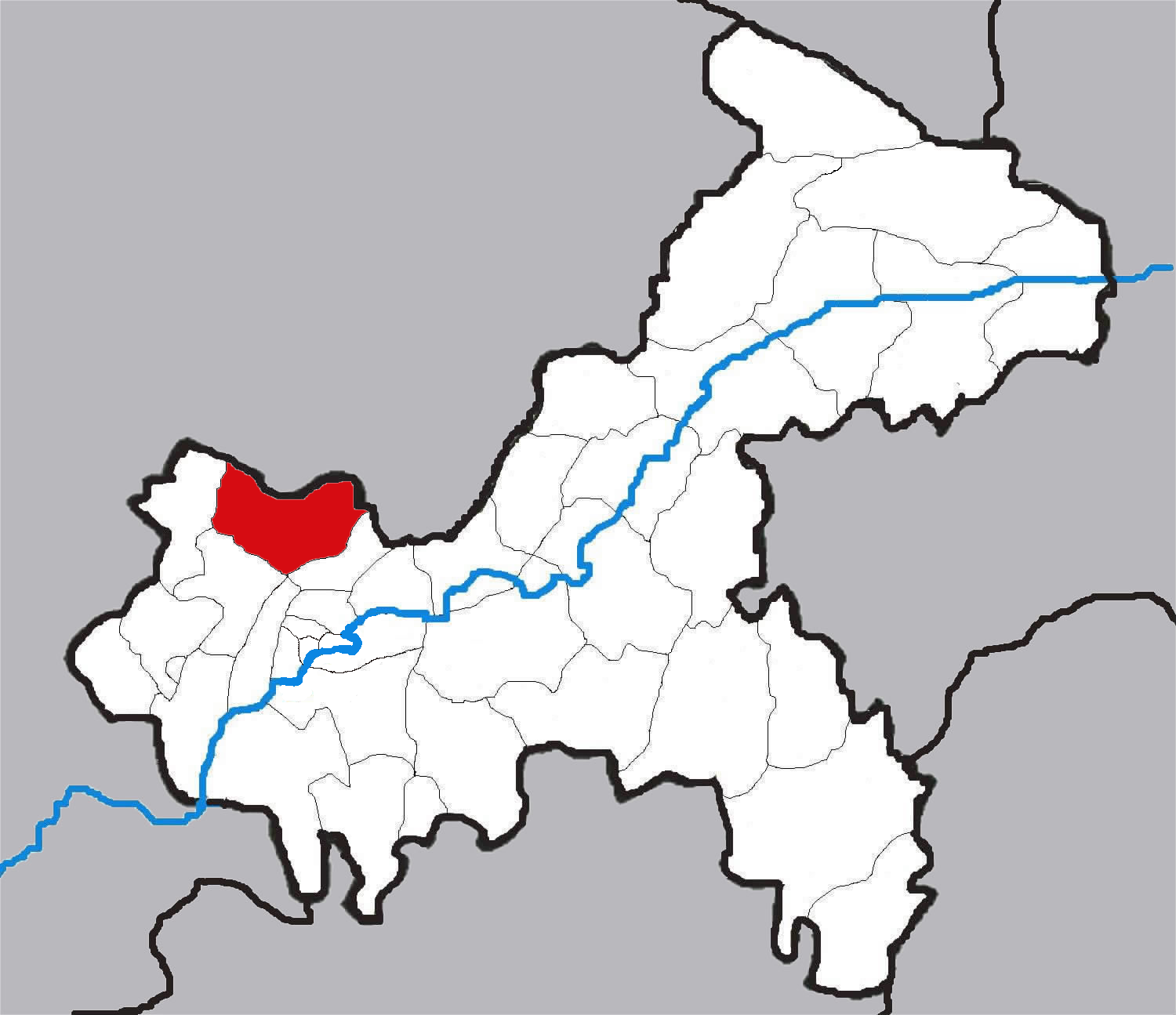
허촨 구의 위치

허촨구(한국어: 합천구,중국어: 合川, 병음: Héchuān Qū)는 중화인민공화국 충칭시의 북쪽에 있는 행정구역이다. 넓이는 2356km2이고, 인구는 2007년 기준으로 1,530,000명이다. 자링 강과 푸 강, 쿠 강의 세 강이 만나는 곳에 위치하며 충칭의 중심 위중으로부터 54km 떨어져있다.

## 역사
허촨은 2000년이 넘는 역사를 가지고 있다. 기원 316년, 뎬강 현이 이곳에 만들어졌다. 전국시대에 이곳은 파(巴)나라의 수도였다. 556년에 뎬강 현은 허저우로 이름이 바뀌었고 남송 시대에는 합주라 불렸으며 조어성 전투도 이 곳에서 벌어졌다. 몽골 제국의 몽케 칸은 이 곳에서 투석 혹은 발진으로 사망했다. 1913년에야 비로소 현재의 이름을 얻게 되었다. 1983년 허촨 현은 충칭시 행정 구역으로 편입되었으며, 1992년에 허촨 시로 승격되었다. 그리고 2006년 충칭의 구 중 하나인 허촨 구로 이름이 바뀌게 되었다.

## 지리적 위치
북쪽과 동쪽으로 쓰촨성과 접하고 서쪽으로 퉁난 현, 퉁량 현과 접하며, 남쪽으로 베이베이 구, 비산 현과 접한다.

## 날씨
아열대성 계절풍 기후로 연평균 기온은 18.1 °C이다. 1월 평균 기온은 7.2 °C이고 7월 평균 기온은 28.3 °C이고 연평균 강수량은 1131.3mm이고 무상기일 수는 330일이다.
| Hechuan (1981−2010)의 기후                     | Hechuan (1981−2010)의 기후 | Hechuan (1981−2010)의 기후 | Hechuan (1981−2010)의 기후 | Hechuan (1981−2010)의 기후 | Hechuan (1981−2010)의 기후 | Hechuan (1981−2010)의 기후 | Hechuan (1981−2010)의 기후 | Hechuan (1981−2010)의 기후 | Hechuan (1981−2010)의 기후 | Hechuan (1981−2010)의 기후 | Hechuan (1981−2010)의 기후 | Hechuan (1981−2010)의 기후 | Hechuan (1981−2010)의 기후 |
| 월                                             | 1월                        | 2월                        | 3월                        | 4월                        | 5월                        | 6월                        | 7월                        | 8월                        | 9월                        | 10월                       | 11월                       | 12월                       | 연간                       |
| ---------------------------------------------- | -------------------------- | -------------------------- | -------------------------- | -------------------------- | -------------------------- | -------------------------- | -------------------------- | -------------------------- | -------------------------- | -------------------------- | -------------------------- | -------------------------- | -------------------------- |
| 역대 최고 기온 °C (°F)                         | 17.9 (64.2)                | 24.4 (75.9)                | 33.3 (91.9)                | 35.9 (96.6)                | 37.2 (99.0)                | 37.6 (99.7)                | 40.4 (104.7)               | 42.7 (108.9)               | 42.5 (108.5)               | 35.1 (95.2)                | 26.9 (80.4)                | 18.9 (66.0)                | 42.7 (108.9)               |
| 일평균 최고 기온 °C (°F)                       | 10.0 (50.0)                | 12.7 (54.9)                | 17.5 (63.5)                | 22.9 (73.2)                | 27.1 (80.8)                | 29.1 (84.4)                | 32.5 (90.5)                | 32.8 (91.0)                | 27.9 (82.2)                | 21.6 (70.9)                | 16.8 (62.2)                | 11.1 (52.0)                | 21.8 (71.3)                |
| 일일 평균 기온 °C (°F)                         | 7.2 (45.0)                 | 9.4 (48.9)                 | 13.2 (55.8)                | 18.1 (64.6)                | 22.2 (72.0)                | 24.7 (76.5)                | 27.6 (81.7)                | 27.5 (81.5)                | 23.4 (74.1)                | 18.2 (64.8)                | 13.6 (56.5)                | 8.6 (47.5)                 | 17.8 (64.1)                |
| 일평균 최저 기온 °C (°F)                       | 5.2 (41.4)                 | 7.1 (44.8)                 | 10.2 (50.4)                | 14.7 (58.5)                | 18.6 (65.5)                | 21.5 (70.7)                | 24.0 (75.2)                | 23.8 (74.8)                | 20.5 (68.9)                | 16.0 (60.8)                | 11.5 (52.7)                | 6.8 (44.2)                 | 15.0 (59.0)                |
| 역대 최저 기온 °C (°F)                         | −1.9 (28.6)                | 0.0 (32.0)                 | −0.3 (31.5)                | 5.7 (42.3)                 | 9.5 (49.1)                 | 14.5 (58.1)                | 18.0 (64.4)                | 17.5 (63.5)                | 13.4 (56.1)                | 6.9 (44.4)                 | 2.8 (37.0)                 | −1.8 (28.8)                | −1.9 (28.6)                |
| 평균 강수량 mm (인치)                          | 20.1 (0.79)                | 22.2 (0.87)                | 44.5 (1.75)                | 93.3 (3.67)                | 142.5 (5.61)               | 187.1 (7.37)               | 194.7 (7.67)               | 135.2 (5.32)               | 134.0 (5.28)               | 92.7 (3.65)                | 47.2 (1.86)                | 23.5 (0.93)                | 1,137 (44.77)              |
| 평균 상대 습도 (%)                             | 89                         | 86                         | 83                         | 82                         | 82                         | 85                         | 82                         | 80                         | 84                         | 89                         | 89                         | 90                         | 85                         |
| 출처: China Meteorological Data Service Center |                            |                            |                            |                            |                            |                            |                            |                            |                            |                            |                            |                            |                            |

## 교통
셴양-충칭 철도, 쑤이닝-충칭 철도와 난충-충칭 고속도로가 통과한다. 허촨은 쓰촨성 북부와 산시성, 간쑤성을 연결하는 중요한 위치를 차지하고 있다.

## 경제
돼지, 비단, 감귤이 주요 생산품이다. 톈푸 광산 회사가 이곳에 위치해있다.

## 행정 구역
3개 가도, 27개 진을 관할한다.
- 가도 : 合阳城街道、钓鱼城街道、南津街道。
- 진 : 云门镇、钱塘镇、沙鱼镇、官渡镇、涞滩镇、龙市镇、肖家镇、大石镇、古楼镇、三庙镇、燕窝镇、二郎镇、龙凤镇、太和镇、隆兴镇、铜溪镇、渭沱镇、盐井镇、草街镇、双凤镇、狮滩镇、清平镇、土场镇、小沔镇、三汇镇、香龙镇、双槐镇。